# Teater Terrier
Teater Terrier var namnet på en fri teatergrupp bildad i Malmö 2000 av fyra avgångselever från Teaterhögskolan i Malmö: Monica Wilderoth, Anders Carlsson, Susanne Karlsson och Erik Olsson.
Med sina utforskande, experimentella, samhällsanalytiska produktioner, som de ofta gemensamt skrivit och producerat efter omfattande forskningsarbete, ville de ur ett humanistiskt perspektiv göra teater om samhället här och nu. Pjäsen Jag skulle ha ropat för länge sedan handlade om svensk flyktingpolitik, Plocka kottar själv, gubbjävel om 70-talisternas förvirring i ett samhälle med till synes ändlösa val och möjligheter, Nu när allt är egendomligt, en kabaré om västvärldens komplicerade förhållande till tredje världen. Man har även spelat verk av andra författare och samarbetat med dramatikern Dennis Magnusson med uppmärksammade verk som Söndag och Drömmer om att dö (som en svensk med hög cred) om en svensk statsminister med självmordstankar.
2002 fick gruppen Region Skånes Kulturstipendium och 2003 Kvällspostens Thaliapris.
2007 gjordes den sista produktionen: Best of Dallas, inspirerad av den populära amerikanska TV-serien Dallas. Snart därefter ombildades gruppen under det nya namnet Institutet, då endast med Anders Carlsson som kvarvarande medlem av de ursprungliga fyra.